# چرخه کارنو
در ترمودینامیک، چرخهٔ کارنو (به انگلیسی: Carnot cycle) یک چرخهٔ ترمودینامیکیِ بازگشت‌پذیر است که توسط سعدی کارنو (۱۷۹۶–۱۸۳۲)، فیزیک‌دان و مهندس فرانسوی، در سال ۱۸۲۴ معرفی شد. چرخهٔ کارنو چرخه‌ای است که بیشترین بازده (کارایی) را دارد.
نیکُلا سعدی کارنو در سال ۱۸۲۴ در مقاله‌ای با عنوان «اندیشه‌هایی دربارهٔ قدرت محرکهٔ گرما» بیان کرد که:
بازده تمام ماشین‌های بازگشت‌پذیری که بین دماهای یکسانی کار می‌کنند با هم برابر است و بازدهِ هیچ ماشین بازگشت‌ناپذیری که بین همان دو دما کار می‌کند نمی‌تواند بیشتر از این باشد.

## چرخه
این سامانه شامل ماده‌ای است که انتقال گرما را به عهده دارد (ماده کاری) و از چهار فرآیند بازگشت پذیر تشکیل شده، شامل دو فرایند هم دما و دو فرایند بی‌دررو است:

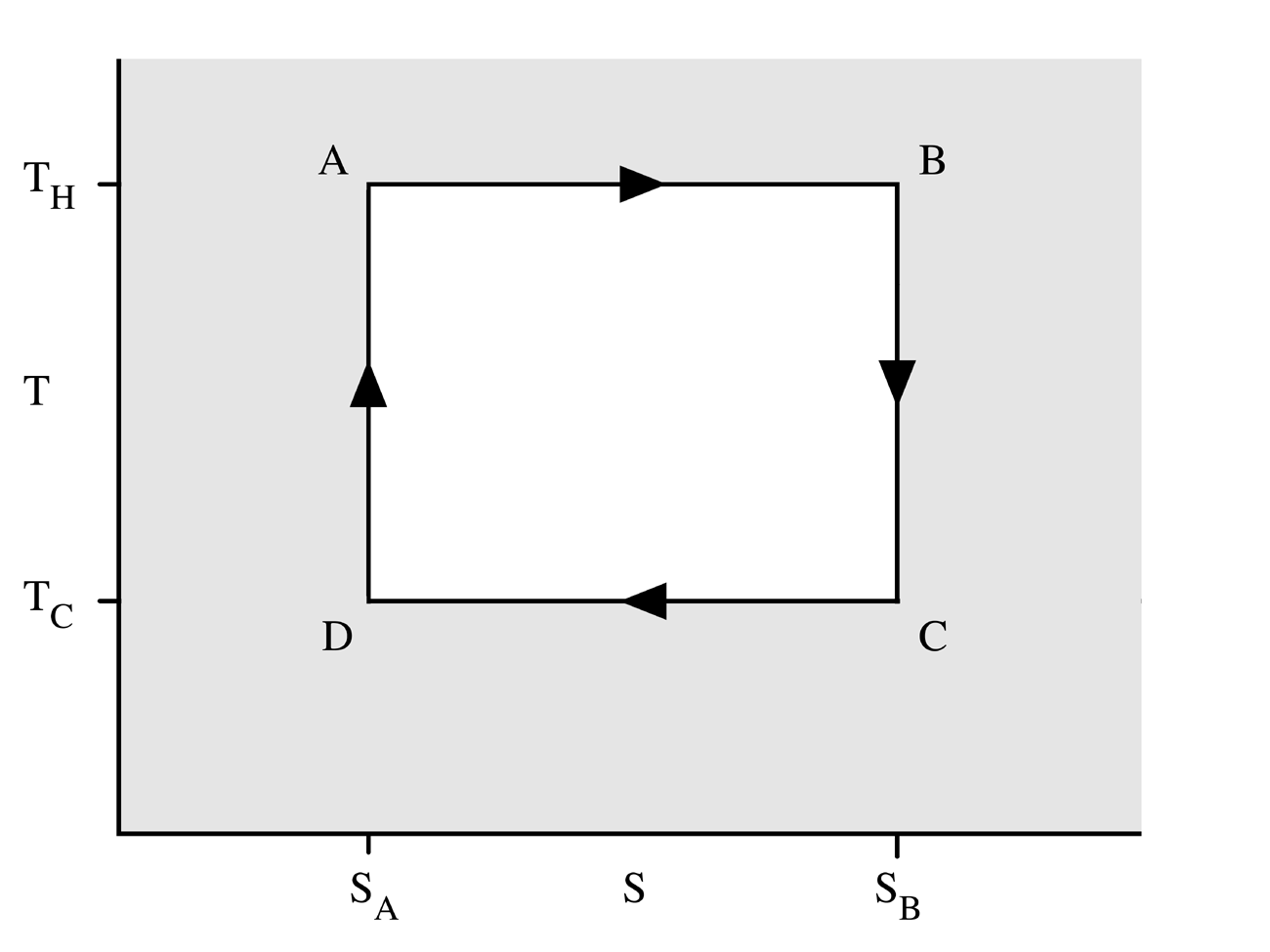
یک چرخهٔ کارنو، عمل‌کننده به عنوان یک موتور حرارتی، نشان‌داده شده بر روی نمودار دما-انتروپی. چرخه بین یک منبع حرارتی داغ در دمای T_{H} و یک منبع حرارتی سرد در دمای T_{L} رخ می‌دهد.

- فرایند هم‌دما: گاز در مسیر AB در دمای ثابت TH گرمای QH را از چشمه گرم می‌گیرد و به‌طور هم دما منبسط می‌شود.
- فرایند بی‌دررو: در مسیر BC ماده کاری به‌طور بی‌دررو سرد می‌شود و به دمای TC می‌رسد.
- فرایند هم‌دما:در مسیر CD، گاز کامل به‌طور هم‌دما در دمای ثابت TC و با دادن گرمای QC به چشمه سرد متراکم می‌شود.
- فرایند بی‌دررو:در مسیر DA نیز ماده کاری به‌طور بی‌دررو متراکم می‌شود و دمایش به TH می‌رسد.

## کارایی
کارایی در ماشین‌های گرمای از رابطه زیر به دست می‌آید:
{\displaystyle \eta ={\frac {W}{Q_{H}}}}
که در آن W کاری است که سیستم انجام می‌دهد و QH گرمای داده شده به سیستم است.
در چرخه کارنو کاری که سیستم انجام می‌دهد از:
و گرمای داده شده به سیستم از
به‌دست می‌آید. و از این دو کارایی چرخه {\displaystyle \eta } به‌دست می‌آید:
{\displaystyle \eta ={\frac {W}{Q_{H}}}=1-{\frac {T_{C}}{T_{H}}}}
که در آن TH دمای چشمه گرم و TC دمای چشمه سرد است.
یعنی برای دست یابی به حداکثر بازده ممکن، دمای TC باید صفر مطلق باشد. به عبارت دیگر تنها هنگامی که منبع سرد در صفر مطلق قرار گیرد، تمامی گرمای جذب شده از منبع گرم به کار تبدیل خواهد شد.